# Ryokan
Ryokan (旅館 (lữ quán)) là quán trọ truyền thống của Nhật Bản, xuất hiện từ thời kỳ Edo (1603–1868). Vào thời ấy, lữ khách di chuyển dọc năm tuyến đường cái Gokaido giữa Edo và Kyoto của Nhật Bản thường dùng lữ quán để ngủ qua đêm. Sĩ thứ và thương nhân đủ hạng đều cần nơi trú ngụ nên dần dà mỗi quán lại có tiện nghi riêng cho từng hạng người.

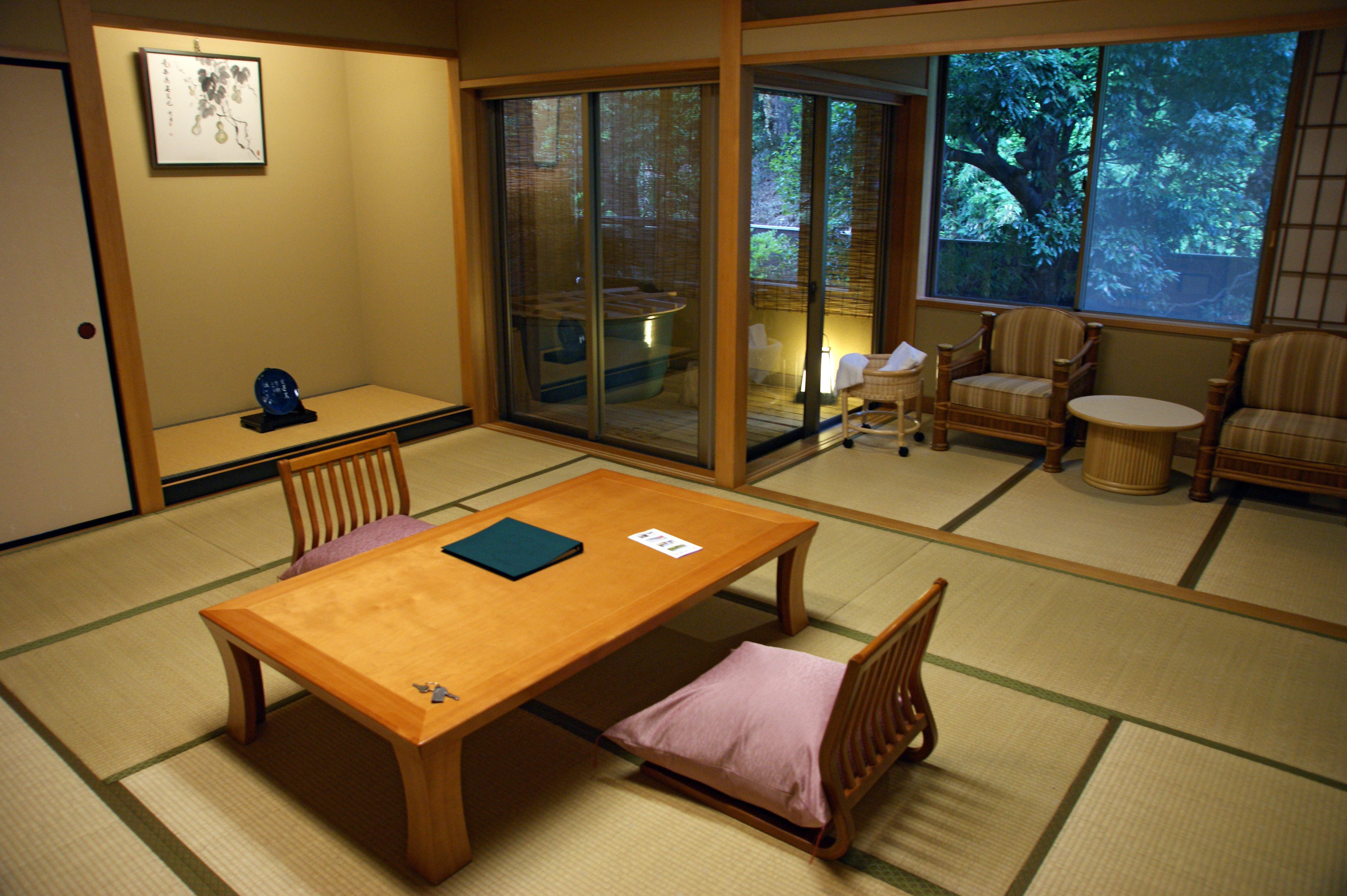
Một căn phòng ở Tamatsukuri Onsen, Matsue

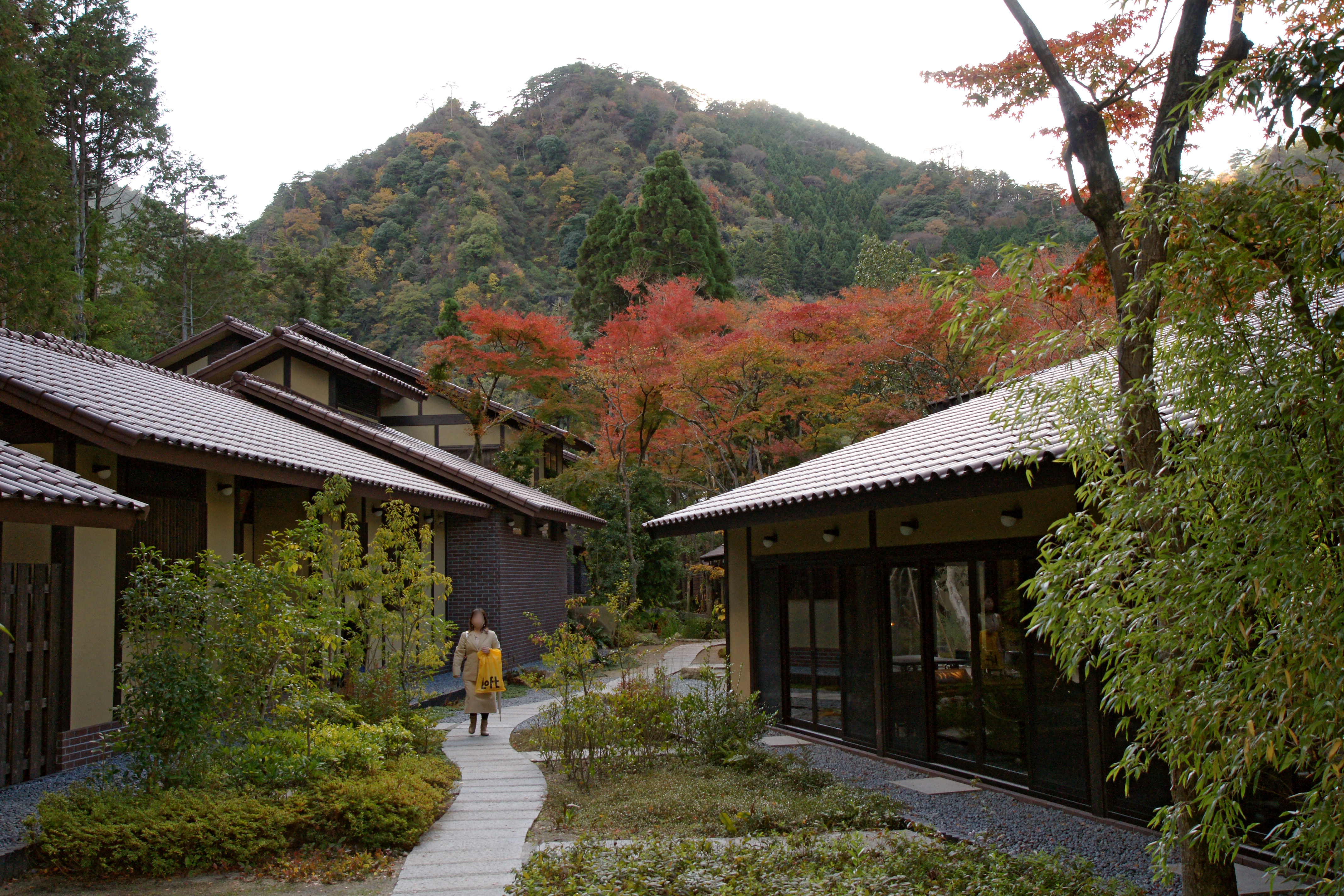
Ryokan (Arima Onsen)

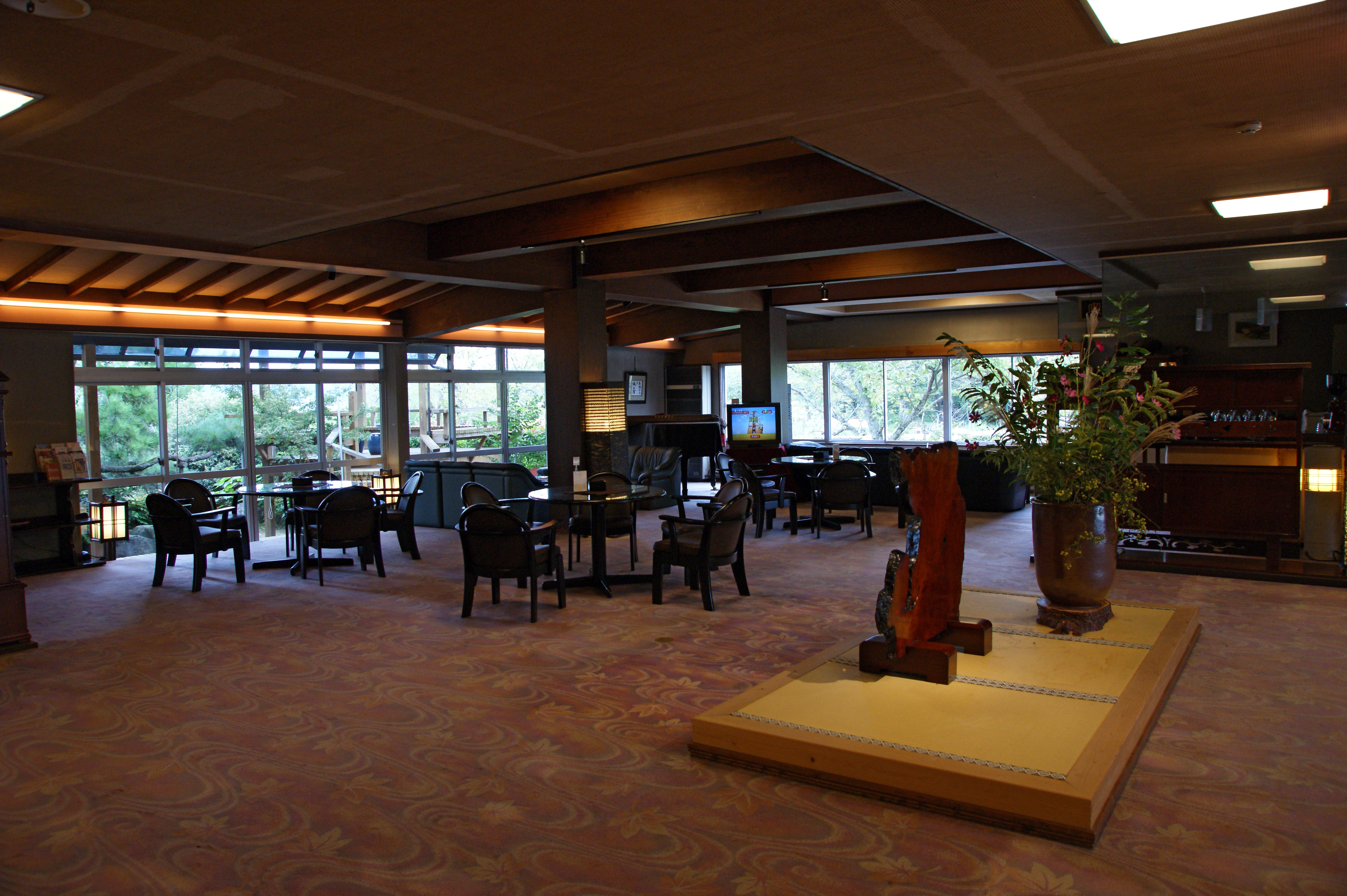
Tiền sảnh của Ryokan Togo Onsen, Yurihama, tỉnh Tottori

Ngày nay ryokan thường xây theo kiểu một căn nhà biệt lập, có vườn, có cổng, bên trong có khoảng 5 phòng cho khách trọ. Sàn trải chiếu tatami, mỗi phòng từ 7 mét vuông trở lên. Tuy là phòng ngủ riêng nhưng ryokan thường có buồng tắm chung. Ngoài ra có nơi ngồi nghỉ khi khách mặc yukata trò chuyện với nhau.
Vì khách nghỉ trọ ở ryokan thường với mục đích nghỉ ngơi cho thanh thản gần với thiên nhiên nên ở những thành phố sầm uất như Tokyo chỉ còn vài ryokan truyền thống, lại tính giá rất cao. Đại đa số ryokan ngày nay lấy cảnh quan thiên nhiên như rừng xanh, núi cao, biển rộng để khách tận hưởng cái thú giũ sạch bụi trần. Sang thế kỷ 20 một số ryokan được thiết kế thành một khu nghỉ dưỡng như Hoshino Resorts. Khu đầu tiên xây năm 1914 ở Karuizawa. Người Nhật cũng thích tắm suối nước nóng onsen nên ryokan cũng thường tập trung ở những khu vực với địa thể sẵn nguồn suối nước nóng.

## Bố trí trong buồng
Buồng ngủ trong một ryokan truyền thống thường có những thứ như sau:
1. agari-kamachi, tiền sảnh ngay khi bước vào, nơi khách tháo giầy
2. shoji, cửa lùa bằng nan gỗ dán giấy ngăn agri-kamachi và nơi ngủ
3. tatami, chiếu dệt bằng lau sậy nơi đặt nệm ngủ
4. bàn thấp
5. zabuton, gối dùng ngồi
6. futon, nệm ngủ, có thể gấp cuộn lại rồi cất đi
7. tokonoma, ngăn kệ nhỏ ở góc buồng cao hơn sàn độ một gang tay để bày vật trang trí như lọ hoa hoặc bức trướng
8. oshiire, tủ cất chăn nệm
9. engawa, buồng cửa kính tiếp giáp với buồn ngủ nhưng có bởi cửa lùa shoji ngăn ra để khách có thể ngồi ngắm phong cảnh ngoài trời.

## Phòng ốc
Một ryokan đặc trưng là có khu sảnh chính rộng, với ghế đệm để khách có thể ngồi và nói chuyện; Ryokan hiện đại thường có thêm một máy truyền hình ở sảnh chính. Phòng khách được thiết kế sử dụng nội thất Nhật Bản như: sàn dùng chiếu tatami, cửa kéo fusuma. Thậm chí nhà trọ còn sử dụng cửa bản lề để đảm bảo an ninh, nó thường mở ra một lối đi nhỏ được ngăn cách bởi cửa kéo để khách có thể xếp giày bên trong trước khi bước lên chiếu tatami. Nhiều phòng Ryokan còn có thêm cổng vòm và ban công, cũng được ngăn cách bởi cửa kéo.
Điểm đặc trưng của hầu hết Ryokan là có khu tắm công cộng hoặc ofuro, riêng biệt nam nữ, sử dụng nước từ nguồn suối nước nóng (onsen) nếu có ở gần. (Khu vực có nguồn suối nước nóng thường tập trung nhiều Ryokan). Ryokan chất lượng cao còn cung cấp thêm đồ dùng cá nhân để tắm. Một Ryokan thông thường đều cung cấp cho khách một bộ yukata để mặc; ngoài ra còn có một số trò chơi như bóng bàn, hay cung cấp đôi guốc geta để khách có thể dùng đi dạo bên ngoài.
Kích thước của một căn phòng có độ lớn 6 chiếu (1.6 mét). Giường ngủ là nệm futon được trải ra trên sàn nhà tatami. Lần đầu khách bước vào phòng, họ sẽ thấy một cái bàn và đồ dùng để pha trà. Cái bàn này cũng được dùng để ăn nếu khách muốn ăn ở trong phòng. Khi khách ra ngoài, nhân viên (thường được gọi là Nakai sẽ dọn bàn sang một bên và trải futon ra.
Tại một số Ryokan hiện đại, họ còn cung cấp thêm phòng dành cho người nước ngoài với giường kiểu phương Tây thay vì là futon.

## Thực đơn

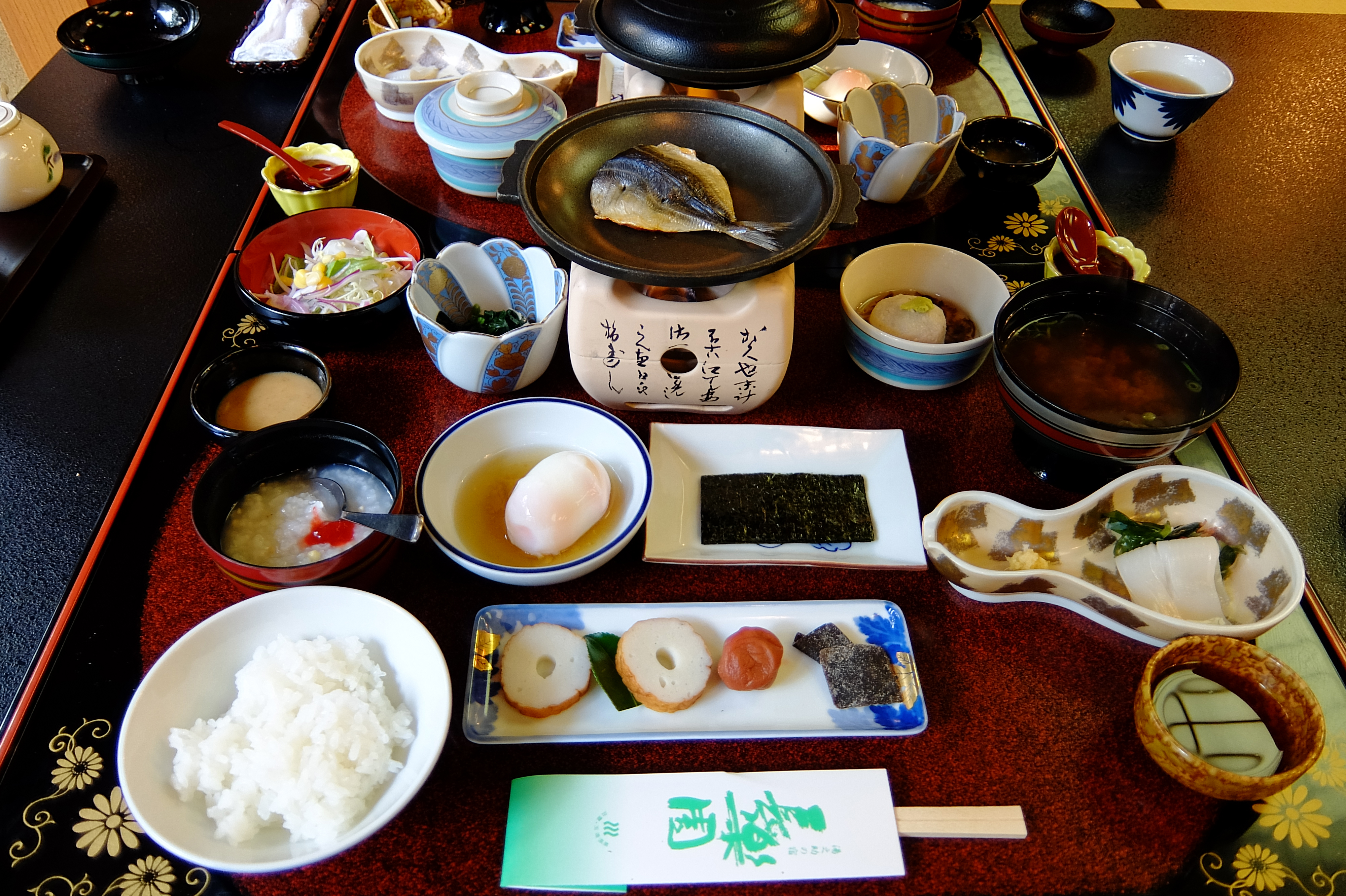
Bữa ăn sáng truyền thống tại Ryokan Tamatsukuri Onsen, Matsue

Hầu hết các Ryokan đều cung cấp cho khách bữa sáng và tối, được tính trước trong tiền phòng. Đa phần khách đều ăn tại Ryokan, đó cũng là cách để Ryokan quảng bá thương hiệu thông qua những món ăn. Thực đơn bao gồm các món ẩm thực truyền thống Nhật Bản hay được gọi là kaiseki, gồm các món đặc sản theo mùa và theo vùng. (Kaiseki thường được biết tới là bữa ăn điểm tâm phục vụ trong tiệc trà, ngày nay được dùng để chỉ bữa ăn bao gồm nhiều món ít lượng nhưng đa dạng.) Để thưởng thức các món ăn ở độ nóng ngon nhất, Ryokan yêu cầu khách phải tuân thủ đúng giờ ăn. Vì thế, đa phần các Ryokan để yêu cầu khách xác nhận thời gian muốn dùng bữa.
Một số Ryokan còn có phòng ăn chung, nhưng đa phần vẫn phục vụ bữa ăn tại phòng riêng. Ryokan phục vụ khách ngoại quốc cũng cung cấp những món ăn phương Tây.

## Minshuku
Minshuku (民宿 (dân túc)) là hình thức tiết kiệm tiền hơn của Ryokan, giống như nhà trọ nghỉ chân qua đêm. Trang thiết bị giống như một khách sạn hoặc chỉ là phòng trống của một căn hộ gia đình. Khách tìm đến Minshuku ở thôn quê xa xôi hẻo lánh, nơi không có khách sạn hoặc Ryokan. Mặt bằng giá thuê phòng hầu như ngang nhau, nhưng thực đơn đơn giản hơn, bữa ăn tùy chọn và thường là ăn chung, phòng thường không có nhà vệ sinh riêng, và khách có thể phải tự trải nệm ngủ.

## Tình hình kinh tế
Theo "Báo cáo tổng quan năm 2011 do về tình hình Y tế và Dịch vụ nhân sinh" của Bộ Y tế, Lao động và Phúc lợi Xã hội Nhật Bản, tình hình kinh doanh của các Ryokan tiếp tục sụt giảm từ 77.269 nhà trọ vào năm 1989 còn 46.196 nhà trọ vào năm 2011.

## Đường dẫn ngoài
- JAPANiCAN.com Lưu trữ ngày 30 tháng 8 năm 2013 tại Wayback Machine
- Hiệp hội Ryokan Nhật Bản
- Japanese Guest Houses
- Travel Arrange Japan